# Таистика
Таи́стика (тайск. ไทยศึกษา тайсыкса), сиамистика, сиамология — термин, не имеющий устоявшегося международного стандарта и относящийся к междисциплинарной гуманитарной отрасли знаний, сконцентрированной на комплексном изучении Таиланда и Лаоса. Специалисты, работающие в сфере таистики называются таи́стами.
Первым центром таистики стало Сиамское Общество основанное под патронажем короля в 1904 году. Одним из основных современных центров является университет Чулалонкорн. В Советском Союзе первым учебным заведением приступившим в 1954 году к преподаванию тайского языка стал МГИМО, первым преподавателем таистом стал Лев Николаевич Морев, составитель тайско-русского и лаосско-русских словарей. Начало западных исследований Таиланда было заложено деятельностью протестантских миссионеров, таких как Джон Тейлор Джонс (1802—1851) — переводчик Библии на тайский язык. Первым активным центром изучения Таиланда в США стал Корнеллский университет (см. Дэвид Уайет).